# Ramón Castro Jijón
 (janvier 2025).
Si vous disposez d'ouvrages ou d'articles de référence ou si vous connaissez des sites web de qualité traitant du thème abordé ici, merci de compléter l'article en donnant les références utiles à sa vérifiabilité et en les liant à la section « Notes et références ».
Ramón Castro Jijón (né le 15 novembre 1915 à Esmeraldas et mort le 1er novembre 1984 à Quito) est un militaire et homme politique équatorien. Il est président de son pays du 11 juillet 1963 au 29 mars 1966.

## Biographie
Ses parents sont Don Luis Castro Lemus et Mercedes Jijón Bonne. Il réalise le début de ses études dans sa ville natale, puis ses études secondaires au Colegio Mejía de Quito. Il choisit une carrière militaire et intègre l'École Navale. Une bourse lui permet de poursuivre ses études à l'École navale Arturo Prat de Valparaíso au Chili.
Il rentre en Équateur en 1940 et débute une brillante carrière dans l'armée équatorienne. À partir de 1950 il est Attaché naval au sein de différentes ambassades.
Il épouse Piedad Gabela Reyes, issue de la haute société de Quito, et a six fils.
Durant le gouvernement du président Carlos Julio Arosemena Monroy, il est nommé Commandant Général de la Marine jusqu'en 1963, où il participe à la Junte Militaire qui renverse le président. Il prend le commandement de cette junte car il est l'officier le plus ancien.
Durant cette période, le gouvernement est composé de Ramon Castro Jijón (Commandant général de la Marine), du Colonel Luis Cabrera Sevilla (Commandant général de l'Armée), du Lieutenant colonel Guillermo Freile Posso (Commandant général de l'Armée de l'Air) et du Colonel Marcos Gándara Enríquez (Sénateur pour les Forces Armées).
La Junte se donne comme objectif de rédiger une nouvelle constitution mais n'y parvient pas. Elle met en place une réforme agraire qui élimine le huasipungo (pratique semi-féodale d'échange de ressources et de travail entre les élites locales et les familles indigènes) et distribue des terres à des milliers d'Équatoriens qui disposent de peu de ressources. 
La Junte perd le pouvoir en 1966. 